# Faro California
El Faro California (en neerlandés: Vuurtoren California) es un faro ubicado en Hudishibana cerca de la playa de Arashi y las dunas de Sasariwichi en el extremo noroeste de Aruba. Se trata de una estructura que fue construida por un arquitecto francés en 1910.
Este faro fue nombrado en honor al vapor California, que naufragó cerca de allí el 23 de septiembre de 1891. Se ubica en Hudishibana. El nombre del lugar Hudishibana es una palabra del idioma Arawak y se puede explicar de la siguiente manera: HU es espíritu/todopoderoso; DI es de; SHI es (?); BANA es grande, por lo tanto Gran Espíritu de (?). Y si el nombre alternativo Hurisibana es correcto, la declaración será, con RI es valiente; SI(CI) es cabeza. Algo así como decir, Gran Espíritu con Cabeza valiente. Es también cerca del campo de golf Tierra del Sol. Un restaurante llamado La Trattoria El Faro Blanco (literalmente: Taberna El Faro Blanco) está situado cerca del faro. Actualmente se puede ingresar pagando una cuota, luego de algunas modificaciones en la parte superior agregando una malla después de que estuviera cerrado al público debido a una autoeliminación ocurrida años atrás.

## Características
- Localización: Aruba
- Coordenadas: 12.6137°N 70.0513°W
- Año de inicio: 1914 - 1916
- Fundación: Base de piedra octogonal
- Construcción: Piedra
- Forma de la torre: Cónica
- Marcas/Patrón: Sin pintar (color arena), linterna negra de doble galería
- Altura: 30 m (98 pies)
- Altura con el foco: 55 m (180 pies)
- Número del Almirantazgo: J6330
- Número NGA: 15850
- Número ARLHS: ARU-001